# Sønder Brarup
Sønder Brarup (dansk) eller Süderbrarup (tysk) er en landsby og kommune beliggende omtrent 10 km sydvest for Kappel i det sydøstlige Angel i Sydslesvig. Administrativt hører kommunen under Slesvig-Flensborg kreds i den nordtyske delstat Slesvig-Holsten. Kommunen samarbejder med nabokommunerne i Sønder Barup kommunefællesskab (Amt Süderbrarup). I kirkelig henseende hører kommunen dels under Ravnkær Sogn og dels under Sønder Brarup Sogn. De to sogne lå i den danske tid indtil 1864 i Slis Herred (Gottorp Amt, Sønderjylland).

## Geografi
Til kommunen hører flere landsbyer og bebyggelser såsom Bedsted (Bedstedt), Bilvadbro (Billwattbrück), Bredbøl (Brebel), Bredbølgaard, Bredbølskov (også Bredbølholt, Brebelholz), Bredbølmose (Brebelmoor), Bredbølskel (Brebelscheide), Dollerød (Dollrott), Dollerødmark (Dollrottfeld), Dollerødskov (Dollrottholz), Dollerødmose (Dollrottmoor), Dollerødrød (Dollrottroy), Dollerødvad (Dollrottwatt), Gaardvang (Gaarwang), Justrup, Krøgum (på tysk nu Oberland≈Overland, tidligere Krögum), Løjtgade (Loitstraße), Sønderbrarupmark (Süderbrarupfeld), Holm eller Sønderbrarup-Holm (Süderbrarupholm), Sønderbraruprød (Süderbraruproy), Sønder Brarup Vest (Süderbrarupwesten), Syvekjær (Syvekier), Søndermark (Süderfeld), Plejstrup (Pleistrup) og Vinkelholm (Winkelholm).
Syd for landsbyen ved Sønderbrarup-Holm (på vej mod Koskov) ligger den 55 ha store nyanlagte Sønder Brarup Skov (Gehege Süderbrarup). Cirka 500 meter nordvest for byen omkring Oksbækken ligger det cirka 30 ha store naturreservat Ås. Åsen strækker sig hen imod nabobyen Bøl.

## Historie
Byen nævnes første gang i 1231 i Kong Valdemars Jordebog som Syndræbrathorp. Brarup betyder By ved skråning. På jysk (angeldansk) omtales landsbyen bare som Brarp. Fundene i Thorsbjerg Mose i byens nordlige udkant vidner derimod om, at her har været mennesker allerede i jernalderen. Den forhenværende skovmose havde dengang stor betydning som helligt sted for Angels befolkning. De ofrede her våben, tøj, smykker og mønter til de nordiske guder. Fundene kan i dag ses på Gottorp Slot i Slesvig By og på Nationalmuseet i København. Sønder Brarup har også en del gravhøje fra bronzealderen. Den cirka 3 meter høje gravhøj Kummerhy er omgivet af en stenkreds, har et lille stenkammer og blev udvidet i vikingetiden. Øst for mosen og gravhøjen ligger en gammel helligkilde.
Til minde om byens tradition som handelssted afholdes hvert år Brarupmarkt (på dansk Brarupmarked). Brarupmarkedet skal have sin oprindelse allerede i 1500-tallet, hvor folk besøgte Sønderbrarups hellige kilde omkring den 25. juli (Skt. Jakobi Dag). Markedet blev første gang nævnt i dokumenterne i 1593. Det foregår nu hvert år i den sidste weekend i juli og har imidlertid udviklet sig fra bøndemarked til en større folkefest. Markedet er nu en af de største tivolier i Slesvig-Holsten.
I 1994 rådede kommunen over et areal på 810 ha, deraf 74 ha skov, og havde 3519 indbyggere. I marts 2018 blev de hidtil selvstændige nabokommuner Bredbøl og Dollerødmark indlemmet i Sønderbrarup kommune 

## Infrastruktur
Byen råder både over en tysk og en dansk fællesskole. Sønder Brarup Danske Skole er en af de større danske skoler i Sydslesvig. I byen findes også en dansk menighed, hvis nye trækirke blev indviet december 2002.
Landevejen B 201 forbinder byen med Slesvig by og motorvejen A 7, som fortsætter nord for den dansk-tyske grænse som Sønderjyske Motorvej. Togene til Kiel og Flensborg kører i timetakt. På amtsbanens forhenværende 15 km lange strækning mellem Sønder Brarup og Kappel kører nu den angelske museumsbane.

## Billeder
- Thorsbjerg Mose
- Sønder Brarup Station
- Oksbæk nord for byen (i naturreservatet omkring Sønder Brarup Ås)
- Sønder Brarup Danske Kirke